# Hvid foldblad
Hvid foldblad (Veratrum album) er en flerårig, urteagtig plante med en bladroset og en opret stængel. Alle dele af planten, men især roden, er stærkt giftige på grund af et indhold af alkaloiderne protoveratrin og germerin.

## Beskrivelse
De første år ser man kun bladrosetten, men senere skyder den lodrette stængel til vejrs. Bladene er spiralstillede og bredt ovale til lancetformede med hel rand og en stængelomfattende bladfod. Bladpladen er dybt furet på langs med en græsgrøn overside og en lysegrøn underside. 
Blomstringen sker i juni-august, hvor man finder blomsterne samlet i et stort, endestillet og forgrenet aks. De enkelte blomster er regelmæssige, 3-tallige og tragtformede med hvide eller lysegrønne kronblade. Frugterne er trerummede kapsler med mange frø.
Rodnettet består af en lodret jordstængel, der fortsætter i en dybtgående pælerod med mange siderødder. Roden er hvid indeni. 
Højde x bredde og årlig tilvækst: 1,00 x 0,50 m (100 x 50 cm/år).

## Hjemsted
Arten er udbredt i Lilleasien, Kaukasus, Sibirien, Centralasien og Kina samt i det østlige og sydlige Europa. Den foretrækker lysåbne og fugtige lavmoser, enge, græsarealer og sætere i højder op til 2.700 m. 
Sydøst for Turacher Höhe mellem Schönebennock og Kaserhöhe i det nordlige Kärnten, Østrig, findes arten sammen med bl.a. akelejefrøstjerne, fjerbregne, miliegræs, alpeskovranke, bjergbaldrian, bjerghusløg, bjergrose, broget stormhat, cembrafyr, dværgklokke, europæisk lærk, grønel, grå hovblad, kranskonval, kranslilje, skovstorkenæb, stor ridderspore og østrigsk gemserod
| Portal | Portal:Botanik |

## Note
1. ↑  Helmut Melzer og Adolf Polatschek: Erysimum hungaricum – auch in den Ostalpen (tysk)